# 얀 믈라카르
얀 믈라카르(슬로베니아어: Jan Mlakar, 1998년 10월 23일 ~ )는 슬로베니아의 프로 축구 선수로, 프랑스 리그 2의 아미앵과 슬로베니아 국가대표팀에서 공격수와 윙어로 뛰고 있다.

## 구단 경력

### 초기 경력
슬로베니아 류블랴나에서 태어난 믈라카르는 돔잘레로 이적하기 전에 고향 클럽인 알파에서 축구를 시작했다. 2015년 초, 16세의 나이로 믈라카르는 100만 유로의 이적료로 이탈리아 세리에 A의 피오렌티나로 이적했다. 그는 피오렌티나의 19세 이하 대표팀 주장을 맡았고 2016-17년 시즌 팀의 최고 골잡이이기도 했다. 그는 2017년 4월 30일 팔레르모와의 리그 경기에서 70분에 동료 선수인 요시프 일리치치와 교체되어 프로 시니어 무대에 데뷔했다. 2017-18년 시즌에는 세리에 B의 베네치아로 임대되어 3번의 리그 경기에 출전했다.
2018년 1월, 믈라카르는 슬로베니아로 돌아와 마리보르에 입단하여 4년 6개월 계약을 맺었다.

### 브라이턴 & 호브 앨비언
2019년 1월, 믈라카르는 브라이턴 & 호브 앨비언과 3년 반 계약을 체결했다. 그는 즉시 시즌이 끝날 때까지 마리보르로 다시 임대되었다. 팀과 함께, 그는 2018-19년 시즌 동안 마리보르가 챔피언으로 등극하면서 첫 시니어 트로피를 거머쥐었다. 전체적으로, 믈라카르는 두 시즌 동안 44번의 경기에 출전하여 마리보르에서 17골을 넣었다.

### 하이두크 스플리트
2021년 7월 1일, 믈라카르는 크로아티아 클럽 하이두크 스플리트와 4년 계약을 체결했다. 7월 17일, 그는 로코모티바 자그레브와의 프르바 HNL 경기에서 데뷔 전을 치렀다. 경기 도중, 그는 하이두크의 두 골을 모두 넣어 결국 2-2 무승부를 기록했다.

### 피사
2023년 8월 27일, 믈라카르는 세리에 B의 피사에서 이탈리아로 복귀했다.

## 국가대표팀 경력
믈라카르는 15세 이하에서 21세 이하의 모든 청소년 수준에서 슬로베니아 국가대표팀으로 출전했다. 그는 8골로 2015년 UEFA U-17 축구 선수권 대회 예선에서 최고 골잡이였다. 2019년 6월, 믈라카르는 라트비아와의 UEFA 유로 2020 예선 경기의 수석 선수단에 포함되었지만, 사용되지 않은 대체 선수였다.
그는 U-21 국가대표팀 주장으로 2020년 10월 선수들에 대한 부적절한 행동으로 프리모시 글리하 감독을 상대로 선수 반란을 주도했다. 그 결과 글리하 감독은 슬로베니아 축구 협회에 의해 경질됐고, 믈라카르 감독은 새로운 밀렌코 아치모비치 감독에 의해 2021년 UEFA U-21 축구 선수권 대회 명단에 포함되지 않았다.
믈라카르는 2021년 6월 북마케도니아 원정 및 지브롤터와의 홈 친선 경기에 수석 선수단의 일부였다. 그는 6월 1일 전자와의 경기에 데뷔하여 경기를 시작하여 79분 동안 뛰었고, 결국 1-1 무승부를 기록했다. 믈라카르는 또한 6월 4일 지브롤터와의 홈 경기에 선발 출전하여 국가대표팀의 첫 번째 시니어 국제 골을 득점하여 국가대표팀을 4-0으로 최종 6-0 승리로 이끌었다.